# Thien Duong
Thiên Đường és una cova al Parc Nacional de Phong Nha – Kẻ Bàng, a la Província de Quảng Bình (Vietnam central). És la cova coneguda més gran del món. Fa més de 31 km de llargada i arriba als 100 m d'alçària i als 150 m d'amplada. Fou explorada per primera vegada els dies 10 a 14 d'abril del 2010 per un grup de la British Cave Research Association liderat per Howard i Deb Limbert.